# Erik Axl Sund

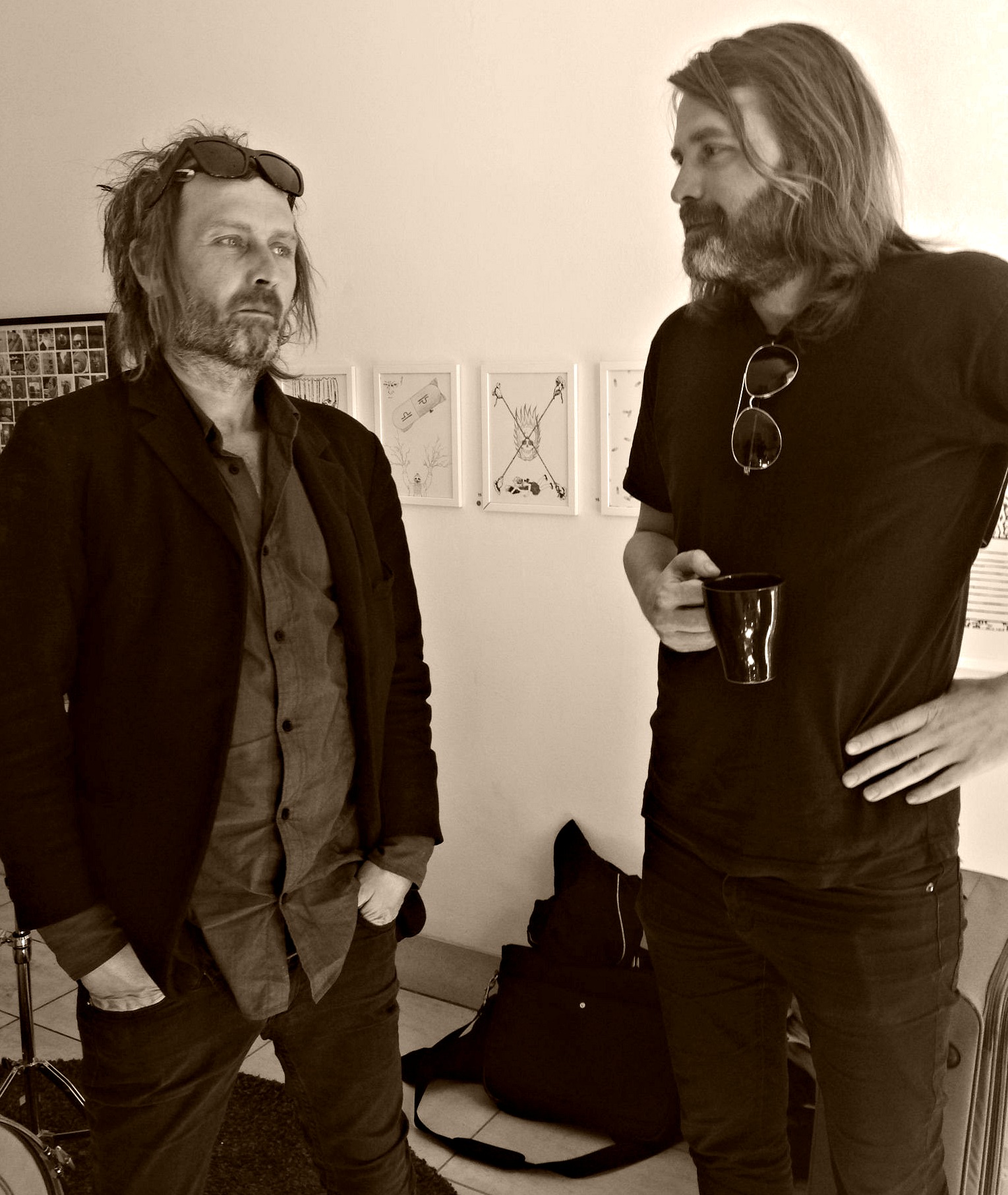
Jerker Eriksson i Håkan Axlander Sundquist

Erik Axl Sund – pseudonim literacki dwóch współczesnych szwedzkich pisarzy (Jerker Eriksson, Håkan Axlander Sundquist), autorów trylogii kryminalnej Oblicza Victorii Bergman:
1. Obłęd (2010)
2. Trauma (2011)
3. Katharsis (2012)

Wydanie polskie Sonia Draga.
W 2014 ukazał się po szwedzku pierwszy tom
1. Glaskroppar

nowej serii: Svart melankoli